# Tulipa karabachensis
Tulipa karabachensis är en liljeväxtart som beskrevs av Aleksandr Alfonsovitj Grossgejm. Tulipa karabachensis ingår i släktet tulpaner, och familjen liljeväxter. Inga underarter finns listade.